# Alvin Peterson Hovey
Alvin Peterson Hovey, född 6 september 1821 i Posey County, Indiana, död 23 november 1891 i Indianapolis, Indiana, var en amerikansk republikansk politiker, militär och diplomat. Han var ledamot av USA:s representanthus 1887–1889 och Indianas guvernör från 1889 fram till sin död.
Hovey studerade juridik och inledde 1842 sin karriär som advokat. År 1854 satt han som domare i Indianas högsta domstol. Hovey hade tjänstgjort i USA:s armé under mexikansk–amerikanska kriget utan att ta del i striderna. Under amerikanska inbördeskriget befordrades han sedan till brigadgeneral. Hovey var USA:s beskickningschef i Peru 1866–1870.
År 1887 efterträdde Hovey John J. Kleiner som kongressledamot och efterträddes 1889 av Francis B. Posey. Därefter efterträdde han Isaac P. Gray som Indianas guvernör. Två år senare avled han i ämbetet och gravsattes på Bellefontaine Cemetery i Posey County.